# Viertes Reich
Das Vierte Reich ist eine Umschreibung für ein Reich, das auf ein Drittes Reich folgt.

## Verwendung in der Zeit des Nationalsozialismus
In der Zeit des Nationalsozialismus tauchte der Begriff in politischen Witzen auf. Durch sie wurde die nationalsozialistische Vorstellung von einer ewigen Herrschaft (die sich auch in der anderen Selbstbezeichnung Tausendjähriges Reich zeigte) verspottet. Dies führte dazu, dass die Bezeichnung Drittes Reich vom Reichsministerium für Volksaufklärung und Propaganda im Juli 1939 untersagt wurde.

## Verwendung nach 1945
In der heutigen politischen Diskussion wird vom Vierten Reich als einer möglichen Renaissance des Nationalsozialismus gesprochen, je nach politischem Standpunkt als Dystopie oder Utopie.
Neonazistische Revisionisten, wie der Holocaustleugner und Rechtsextremist Horst Mahler, verwenden den Begriff „Viertes Reich“, um ihr Ziel zu beschreiben, den Nationalsozialismus in Deutschland durch Abschaffung der Bundesrepublik wieder einzuführen.
Der britische Journalist Sefton Delmer verwendete den Ausdruck im 1962 erschienenen zweiten Teil seiner Autobiografie Black Boomerang (deutsch erschienen 1963 als Die Deutschen und ich), um den fortbestehenden Einfluss alter Nazis in der bundesdeutschen Elite der 1950er Jahre anzuprangern. Ihm zufolge ist Otto John, der erste Präsident des Bundesamts für Verfassungsschutz, durch ein Gerichtsurteil zum „ersten Opfer des Vierten Reichs“ geworden, wie ein italienischer Kollege es ausgedrückt habe.
Kritiker der weltweiten Anti-Terror-Maßnahmen verwenden den Begriff als Synonym für Polizeistaat oder Überwachungsstaat, in dem die Bevölkerung mittels Propaganda der Massenmedien kontrolliert wird. So sang die Band Slime in ihrem Lied 4. Reich Anfang der 1980er Jahre „Es ist nicht mehr weit bis zum Vierten Reich“ und wollte damit provokativ die damalige politische Situation kommentieren.
Euroskeptiker, insbesondere in Großbritannien, nutzen den Begriff, um Deutschlands dominierende Position in der EU zu kritisieren, z. B. in Bezug auf die Eurokrise. In Deutschland liefert aktuell der Anwalt und Rechts- und Politikwissenschaftler Roland Chr. Hoffmann-Plesch – im Anschluss an die Theorie des Oxforder Politikwissenschaftler Jan Zielonka – eine Widerlegung der „Deutschland-als-Viertes-Reich“-These. Demnach ist der Begriff „Viertes Reich“ ein ideologischer Kampfbegriff, der Deutschlands Dominanz in Europa beschreiben soll, aber eher zur prozesshaft-konkreten Großraumordnung der EU passt. Die EU ähnelt in ihrer Form, Struktur, Handlungsweise und Finalität dem mittelalterlichen Reich, das nach dem Zweiten Weltkrieg als Gründungsmythos und Legitimationserzählung für die europäische Einheit gedient hat. Die Parallelen zur römisch-germanischen Reichsordnung waren bereits in den Anfängen der EU nicht zu übersehen: Frankreich, Italien, Luxemburg, Belgien, die Niederlande und West-Deutschland, die in Rom 1957 die Gründungsverträge der Europäischen Gemeinschaften unterzeichneten, waren in der Vergangenheit Teile des Fränkischen Reiches Karls des Großen.

## Sonstiges
- Peter Paul Althaus veröffentlichte 1928 einen Gedichtband unter dem Namen Das Vierte Reich (ohne Bezug zu den oben genannten politischen Bedeutungen).[7]
- Der Belgier Stan Lauryssens verarbeitete den Stoff zum Roman Opmars naar het Vierde Rijk, u. a. mit Bezug auf die sog. „Gauleiter-FDP“.[8]
- Im DC-Universum gibt es eine Gruppierung von Schurken, die sich Viertes Reich (Fourth Reich) nennt.[9]
- In dem Roman Metro 2033 von Dmitri Alexejewitsch Gluchowski gibt es in der U-Bahn einen Staat, der sich selbst 4. Reich nennt.
- Das Viertel Hudson Heights im Stadtteil Washington Heights von Manhattan, New York City, wurde aufgrund des hohen Anteils deutsch-jüdischer Geflüchteter ironisch oder spöttisch auch Viertes Reich genannt.[10][11]